# Liste der denkmalgeschützten Objekte in Eggern
Die Liste der denkmalgeschützten Objekte in Eggern enthält die 7 denkmalgeschützten, unbeweglichen Objekte der Gemeinde Eggern.

## Denkmäler
| Foto |                 | Denkmal                                                        | Standort                             | Beschreibung | Metadaten |
| ---- | --------------- | -------------------------------------------------------------- | ------------------------------------ | --- | --- |
| ja   | Datei hochladen | Kath. Pfarrkirche hl. Ägyd HERIS-ID: 29233 Objekt-ID: 25875    | Marktplatz 25 Standort KG: Eggern    | Die Saalkirche wurde 1792 geweiht. Das 1931 gemalte Altarblatt am Hochaltar stammt von Josef Kastner dem Jüngeren. Die Orgel von Orgelbau Breinbauer wurde 1921 hergestellt. Diese wurde 1988 durch ein neues, von Friedrich Heftner gebautes Instrument ersetzt, das über 10 Register auf zwei Manualen und Pedal verfügt. | BDA-Hist.: Q20754096 Status: § 2a Stand der BDA-Liste: 2025-06-30 Name: Kath. Pfarrkirche hl. Ägyd GstNr.: 1 Pfarrkirche Eggern |
| ja   | Datei hochladen | Pfarrhof HERIS-ID: 29235 Objekt-ID: 25877                      | Marktplatz 25 Standort KG: Eggern    | Der Pfarrhof wurde 1830 erbaut. | BDA-Hist.: Q37925258 Status: § 2a Stand der BDA-Liste: 2025-06-30 Name: Pfarrhof GstNr.: 2                                      |
| ja   | Datei hochladen | Friedhofskapelle HERIS-ID: 29238 Objekt-ID: 25880              | Pengersstraße 20 Standort KG: Eggern | Die Friedhofskapelle im Südosten des Ortes wurde Ende des 19. Jahrhunderts / Anfang des 20. Jahrhunderts errichtet. | BDA-Hist.: Q37925298 Status: § 2a Stand der BDA-Liste: 2025-06-30 Name: Friedhofskapelle GstNr.: 418/3 Friedhofskapelle Eggern  |
| ja   | Datei hochladen | Bildstock (Tabernakelpfeiler) HERIS-ID: 29236 Objekt-ID: 25878 | Standort KG: Eggern                  | Der Tabernakel-Pfeiler am westlichen Ortsende stammt aus dem 19. Jahrhundert. | BDA-Hist.: Q37925274 Status: § 2a Stand der BDA-Liste: 2025-06-30 Name: Bildstock (Tabernakelpfeiler) GstNr.: 1430/1            |
| ja   | Datei hochladen | Bildstock (Tabernakelsäule) HERIS-ID: 29237 Objekt-ID: 25879   | Standort KG: Eggern                  | Der Säulenbildstock an der Straße Richtung Eisgarn stammt aus dem Jahr 1713. | BDA-Hist.: Q37925285 Status: § 2a Stand der BDA-Liste: 2025-06-30 Name: Bildstock (Tabernakelsäule) GstNr.: 1430/1              |
| ja   | Datei hochladen | Flur-/Wegkapelle HERIS-ID: 29239 Objekt-ID: 25881              | Standort KG: Eggern                  | Der kleine Nischenbau mit geschweiftem Giebel und Pilasterrahmung stammt aus der Mitte des 18. Jahrhunderts, die Figur des hl. Johannes Nepomuk aus dem 4. Viertel des 18. Jahrhunderts. | BDA-Hist.: Q37925312 Status: § 2a Stand der BDA-Liste: 2025-06-30 Name: Flur-/Wegkapelle GstNr.: 403/1                          |
| ja   | Datei hochladen | Ortskapelle HERIS-ID: 29243 Objekt-ID: 25885                   | Standort KG: Reinberg-Litschau       | Die Ortskapelle wurde 1875 errichtet. | BDA-Hist.: Q37925324 Status: § 2a Stand der BDA-Liste: 2025-06-30 Name: Ortskapelle GstNr.: 357/3                               |